# Врана (Пакоштане)
Врана (хорв. Vrana) — населений пункт у Хорватії, у Задарській жупанії у складі громади Пакоштане.

## Населення
Населення за даними перепису 2011 року становило 790 осіб.
Динаміка чисельності населення поселення:

## Клімат
Середня річна температура становить 14,56 °C, середня максимальна – 27,58 °C, а середня мінімальна – 2,01 °C. Середня річна кількість опадів – 794 мм.
| Клімат поселення                              | Клімат поселення | Клімат поселення | Клімат поселення | Клімат поселення | Клімат поселення | Клімат поселення | Клімат поселення | Клімат поселення | Клімат поселення | Клімат поселення | Клімат поселення | Клімат поселення | Клімат поселення |
| Показник                                      | Січ.             | Лют.             | Бер.             | Квіт.            | Трав.            | Черв.            | Лип.             | Серп.            | Вер.             | Жовт.            | Лист.            | Груд.            |                  |
| Середній максимум, °C                         | 9,62             | 10,43            | 13,22            | 16,44            | 21,08            | 24,93            | 27,58            | 27,24            | 23,06            | 19,21            | 13,68            | 10,46            |                  |
| Середня температура, °C                       | 5,82             | 6,62             | 9,41             | 12,64            | 17,30            | 21,13            | 24,35            | 24,01            | 19,82            | 15,96            | 10,45            | 7,21             |                  |
| Середній мінімум, °C                          | 2,01             | 2,82             | 5,60             | 8,82             | 13,48            | 17,31            | 21,11            | 20,78            | 16,59            | 12,74            | 7,22             | 4,00             |                  |
| Норма опадів, мм                              | 69               | 59               | 64               | 68               | 58               | 51               | 29               | 45               | 83               | 91               | 94               | 83               |                  |
| Середньомісячна швидкість вітру, м/с          | 2.67             | 2.80             | 3.00             | 2.88             | 2.50             | 2.30             | 2.32             | 2.19             | 2.38             | 2.48             | 3.00             | 2.90             |                  |
| Середньомісячна сонячна радіація, кДж/м²·день | 5158             | 7941             | 11633            | 16460            | 20619            | 23111            | 24584            | 21526            | 15967            | 10108            | 5634             | 4397             |                  |
| --------------------------------------------- | ---------------- | ---------------- | ---------------- | ---------------- | ---------------- | ---------------- | ---------------- | ---------------- | ---------------- | ---------------- | ---------------- | ---------------- | ---------------- |
| Джерело:                                      |                  |                  |                  |                  |                  |                  |                  |                  |                  |                  |                  |                  |                  |